# Emilia Broomé
Emilia Augusta Clementina Broomé, född Lothigius 13 januari 1866 i Jönköping, död 2 juni 1925 i Stockholm, var en svensk politiker. 
Hon blev 1914 den första kvinnan i Sverige att delta i lagstiftning när hon blev ledamot av lagberedningen. Hon var ledamot av styrelsen för Centralförbundet för Socialt Arbete 1904–1925; byråföreståndare på förbundets sociala upplysningsbyrå 1904–1914 och ordförande i den år 1902 bildade Stockholmsföreningen för kvinnans politiska rösträtt 1902–1906. Hon var även ordförande i Frisinnade kvinnor 1917–1920, satt i Stockholms stadsfullmäktige 1911–1924 (liberal) och ledamot av Stockholms Folkskoledirektion.

## Biografi
Emilia Broomé föddes 1886 i Jönköping som dotter till hovrättsrådet Isak Lothigius och dennes hustru och kusin Emilia Stridbeck. Modern dog två veckor efter dotterns födelse till följd av de komplikationer som uppstod vid förlossningen. På så vis blev det framför allt fadern som uppfostrade henne, vilket han gjorde med liberala politiska och religiösa idéer. Åren 1872–1881 var hon elev vid Jönköpings elementarskola för flickor och hon tog studentexamen vid Wallinska skolan i Stockholm 1883, där hon även lärde känna Sigrid Leijonhufvud. År 1884 tog hon mediko-filosofisk examen vid Uppsala universitet.   
I sin barndom hade familjen ofta tillbringat somrarna i Aranäs och det var där hon träffade Erik Ludvig Broomé som hon senare skulle gifta sig med. Paret gifte sig i november 1891 och tillsammans fick de dottern Nanny Birgit Emilia. Redan efter två år dog maken Erik och Emilia blev änka.
Hon startade den första skollovskolonin i Jönköping och blev sedan lärare på Stockholms nya samskola i Stockholm.
År 1897 skrev hon ett "Upprop till Sveriges kvinnor", och år 1898 bildade hon Sveriges kvinnliga fredsförening; hon var dess ordförande 1911 då föreningen uppgick i Svenska fredsförbundet, och hon ingick då i dettas styrelse. Hon deltog i den stora kvinnokonferensen för fred i Haag 1899, där hon samlade 227 899 namnunderskrifter. 
Hon var en aktiv medlem i Landsföreningen för kvinnans politiska rösträtt, (LKPR), och initialt medlem av dess verkställande utskott. Hon beskrivs som diplomatisk, välbalanserad och kunnig och var aktiv som talare och deputationsmedlem. Hon beskrivs som en sammanhållande kraft i tider av spänningar och splittring. Broomé lämnade det verkställande utskottet 1905 när LKPR kom i konflikt med den liberala regeringens hållning att männens rösträtt måste genomföras före kvinnornas. Hon kvarblev dock som vanlig medlem och var fortsatt aktiv fram till rörelsens upplösning.   
Emilia Broomé nominerades 1910 i valet till Stockholms stadsfullmäktige, men blev inte vald. Hon nominerades en andra gång i stadsfullmäktigevalet 1911 och blev då invald som ledamot i stadsfullmäktige. Hon blev den första kvinna som satt med i en statlig lagstiftningskommitté som ledamot av lagberedningen från 1914 till 1918, och därmed den första svenska kvinna som deltog i lagstiftningsarbete. Broomé införde Stockholms lärlings- och yrkesskolor. Hon deltog i förarbetet för 1920 års giftermålsbalk (där den gifta kvinnan blev myndig) och 1921 års utredning om likalön. 
Hon var ordförande för Frisinnade kvinnor 1917-1920.
Hon blev som första kvinna ordförande för den statliga kommittén och utredningen om kvinnans tillträde till statstjänst, vilken resulterade i behörighetslagen 1923.